# Azuma Takashi
Azuma Takashi (Kesennuma, 22 maggio 1949 – 3 aprile 2021) è stato un artista marziale giapponese.

## Biografia
Azuma Takashi è stato un artista marziale, fondatore della arte marziale ibrida Kudo Daido Juku. Nasce nella prefettura di Miyagi nel 1949.
Durante i suoi studi nella scuola superiore Azuma Takashi ha iniziato a praticare il judo, che è la formazione, in aggiunta al tradizionale karate giapponese incluso nel sistema di istruzione secondaria in Giappone.
Nel 1969, Azuma Takashi fu arruolato nelle forze di autodifesa giapponesi, dove prestò servizio per 2 anni.
Dopo aver completato il suo servizio nel 1971, Azuma Takashi è entrato nell'università di Waseda, a Tokyo, dove ha ricevuto un'istruzione superiore presso la Facoltà di Filosofia.
Nel 1971, all'età di 21 anni, Azuma Takashi inizia a dedicarsi al karate Kyokushin sotto la guida del maestro Masutatsu Ōyama.
In un anno ha il diritto di aprire la sezione del karate Kyokushin presso la Waseda University.
Nel 1981 richiede formalmente a Mas Oyama di fondare una scuola reale di combattimento interna al kyokushin.
Il maestro rifiuta costrigendo Azuma a fondare il Kudo Daido Juku, infelice delle caratteristiche del karate kyokushinkai. Azuma credeva anche che i combattenti fisicamente più piccoli fossero svantaggiati rispetto ad avversari fisicamente più forti e che i Kata andassero eliminati dal proprio sistema di combattimento.

## Attività sportiva
- Nel 1974 è finalista al sesto campionato di karate kyokushinkai.
- Nel 1975 è classificato sesto al primo campionato del mondo kyokushinkai
- Nel 1976 è terzo classificato all'ottavo campionato del Giappone kyokushinka
- Nel 1977 è vincitore del nono campionato del Giappone kyokushinkai.
- Nel 1995 stabilisce nel tameshiwari il record mondiale rompendo dodici pile di ghiaccio.
- Nel 2000 in Portogallo inaugura il 1º stage Internazionale di Daido Juku
- Nel 2001 al campionato del mondo di kudo batte il proprio record personale rompendo 13 pile di ghiaccio.
- Nel 2006 organizza a Parigi uno stage di kudo daido juku.
- Nel 2007 Organizza a Sofia il Campionato europeo di kudo daido juku.

Attualmente il maestro Takashi Azuma è terzo dan di judo, ottavo dan di karate kyokushinkai e dal 2013 è nono dan di Kudo Daido Juku, la più grande onorificenza mai raggiunta.